# Bror Jeppsson
Bror Edmund Henry Jeppsson, född 19 januari 1890 i Bräkne-Hoby församling, Blekinge län, död 11 december 1976, var en svensk väg- och vattenbyggnadsingenjör.
Jeppsson, som var son till John Jeppsson och Erika Morin, avlade studentexamen 1909 och utexaminerades från Kungliga Tekniska högskolan 1914. Han blev löjtnant i Väg- och vattenbyggnadskåren 1918, kapten 1926, major 1941 och överstelöjtnant 1947. Han var ingenjör vid Statens Järnvägar 1914–1916, vid AB Vattenbyggnadsbyrån i Stockholm 1917–1919, vid Hemsjö Kraft AB och Sydsvenska Kraft AB 1919–1922, byråingenjör vid Malmö stads byggnadskontor 1922–1927 samt byggnadschef och stadsingenjör i Landskrona stad från 1927. Han var vice ordförande i kyrkofullmäktige i Landskrona, ledamot av kyrkorådet, kyrkvärd, nämndeman, ordförande i styrelsen för Skånska Marmor AB och suppleant i styrelsen för försäkringsbolaget Skånska Brand.